# Aeropuerto de Zavodske
El Aeropuerto de Zavodske (en ucraniano: Аеропорт "Заводське"; en ruso: Аэропорт "Заводское") está situado a una distancia de 5 kilómetros (2,7 NM) al suroeste de Simferopol, la capital de la Crimea. 
Fue construido en 1914 como parte de una fábrica de aviones llamada "Anatra". Se trata de un aeródromo clase D sin pavimentar. Funciona durante las horas diurnas. Durante los tiempos de la Unión Soviética, un club de una línea aérea y una escuela de pilotos civiles se estableció allí. Muchos graduados se convirtieron en héroes de la Unión Soviética. En marzo de 1941, una empresa de aviación fue fundada para llevar a cabo un tipo especial de obras de aviación. Hasta la década de 1990, el aeropuerto ha programado el transporte aéreo de pasajeros y carga a la región de Crimea y en el área vecina.